# Claoxylon salicinum
Claoxylon salicinum är en törelväxtart som beskrevs av Airy Shaw. Claoxylon salicinum ingår i släktet Claoxylon och familjen törelväxter. Inga underarter finns listade i Catalogue of Life.